# Malaconotus lagdeni
El gladiador de Lagden (Malaconotus lagdeni) es una especie de ave paseriforme en la familia Malaconotidae.

## Distribución y hábitat
Se encuentra en la República Democrática del Congo, Costa de Marfil, Ghana, Liberia, Ruanda, Sierra Leona, Togo y Uganda. Sus hábitats naturales son los bosques bajos húmedos subtropicales o tropicales y los bosques montanos húmedos subtropicales o tropicales. Su población se encuentra en descenso por pérdida de hábitat.

## Subespecies
Se reconocen las siguientes subespecies:
- M. l. lagdeni (Sharpe, 1884), en África Occidental
- M. l. centralis Neumann, 1920, en África Central y Oriental.